# Matthias Westerholt
Matthias Westerholt (* 28. September 1963 in Bremen) ist ein deutscher Rechtsanwalt und Fachanwalt für Familienrecht in Bremen.

## Leben
Matthias Westerholt studierte Rechtswissenschaft in Freiburg, München, Göttingen und Münster und absolvierte einen einjährigen Studienaufenthalt in Neuseeland. Am Lehrstuhl für öffentliches Recht an der Gesamthochschule Wuppertal hatte er einen Lehrauftrag inne. Anschließend gründete er eine Rechtsanwaltskanzlei in Bremen. Der Schwerpunkt seiner  anwaltlichen und ehrenamtlichen Tätigkeit liegt im Bereich kindbezogener rechtlicher Fragen.
Er ist Vorsitzender des Vereins Kinder haben Rechte e. V., im Vorstand des Vereins Fluchtraum e. V., einer Lobbyorganisation für unbegleitete minderjährige Flüchtlinge, und Sprecher der Bundesarbeitsgemeinschaft für Verfahrensbeistände für das Bundesland Bremen. 
Seit 2020 ist er Mitglied im wissenschaftlichen Beirat des Bundesverbandes behinderter Pflegekinder. Er leitet die Arbeitsgemeinschaft Verfahrensbeistände und Kindschaftsrecht im Deutschen Anwaltsverein, Sektion Bremen und ist Gründer und Mitinhaber des Fortbildungsinstitutes FAM-KI, welches sich auf Fortbildungen und Fachveranstaltungen zu kindbezogenen Fragen für alle im familiengerichtliche Verfahren tätige Personen spezialisiert hat. 
Westerholt ist Autor von über 20 einschlägigen Schriften, Leitfäden sowie Jugendhilferechtskommentaren.

## Schriften (Auswahl)

### Bücher
- mit Sabine Hummerich: Neues Transportrecht. Wegweiser für Praktiker. Vogel, München 1998, ISBN 3-574-26006-7.
- mit Ulrike Hinrichs, Thomas Dittmeier: Reiserecht für Omnibusunternehmer. Vogel, München 2001, ISBN 3-574-26044-X.

### Kommentare
- als Hrsg.: Kinder- und Jugendhilfe (SGB VIII). Rechtsprechungssammlung. Loseblattsammlung. Votum, Münster 2001, ISBN 3-933158-19-2.
- mit Jochem Baltz: Ausführungsgesetze zum Kinder- und Jugendhilfegesetz für Niedersachsen und Bremen. Loseblattkommentar. Landesausgabe Niedersachsen. In: Praxis der Kommunalverwaltung. Kommunal- und Schul-Verlag Wiesbaden, Walluf 2007, ISBN 978-3-8293-0775-8.
- Haftung in der Kinder- und Jugendarbeit. Internationaler Bund, 2010.
- Juristischer Kommentar. In: M. Malika: Kafala abgelehnt – Adoption unerwünscht. Der Fall Abdelouahad. Bookra, Münster 2012, ISBN 978-3-943150-04-9, S. 213–224.

### Aufsätze
- Parteilichkeit im neuen Kindschaftsrecht am Beispiel des Verfahrenspflegers. In: Parteilichkeit in der sozialen Arbeit. Jahrbuch des Fachbereichs Sozialwesen der Fachhochschule Münster, Münster 2000.
- Möglichkeiten der Intervention durch das Landesjugendamt nach dem SGB VIII (§ 45, § 48) im Falle sexuellen Missbrauchs durch Mitarbeiter/innen in Einrichtungen. In: Jörg M. Fegert, Mechthild Wolf (Hrsg.), Sexueller Missbrauch durch Professionelle. Beltz, Münster 2002, ISBN 3-407-55889-9.
- Rechtliche Grundlagen des Berufes des Physiotherapeuten. In: Antje Hüter-Becker, Mechthild Dölken (Hrsg.), Beruf, Recht, wissenschaftliches Arbeiten. Thieme, Stuttgart 2004, ISBN 3-13-136851-9, S. 109–115.
- Der Rechtsanspruch an den Besuch des Kindergartens und seine rechtlichen Konsequenzen. In: Ilse Wehrmann (Hrsg.), Kindergärten und ihre Zukunft. Beltz, Weinheim u. a. 2004.